# Feliciano Montero
Feliciano Montero García (Guijo de Granadilla, 19 de noviembre de 1948-Madrid, 19 de diciembre de 
2018) fue un historiador y profesor español, especializado en el estudio del catolicismo social.

## Obras
Nacido en la localidad cacereña de Guijo de Granadilla el 19 de noviembre de 1948, fue catedrático de Historia Contemporánea de la Universidad de Alcalá y se especializó en el estudio del catolicismo social.
Fue autor de obras como El primer catolicismo social y la Rerum Novarum en España (1889-1902) (1983), El movimiento católico en España (1993), o Laicismo y catolicismo. El conflicto político-religioso en la segunda república (2009), junto a Julio de la Cueva Merino, entre otras.
Fue coordinador, junto a Javier Tusell y José María Marín Arce, de Las derechas en la España contemporánea (1997); de La Acción Católica en la II República (2008); y junto a Antonio César Moreno Cantano y Marisa Tezanos Gandarillas de Otra Iglesia. Clero disidente durante la Segunda República y la guerra civil (2013), así como editor, junto a Julio de la Cueva Merino, de La secularización conflictiva: España (1898-1931) (2007) e Izquierda obrera y religión en España (1900-1939) (2008).
Falleció el 19 de diciembre de 2018 en Madrid.